# Adapter-Kassette

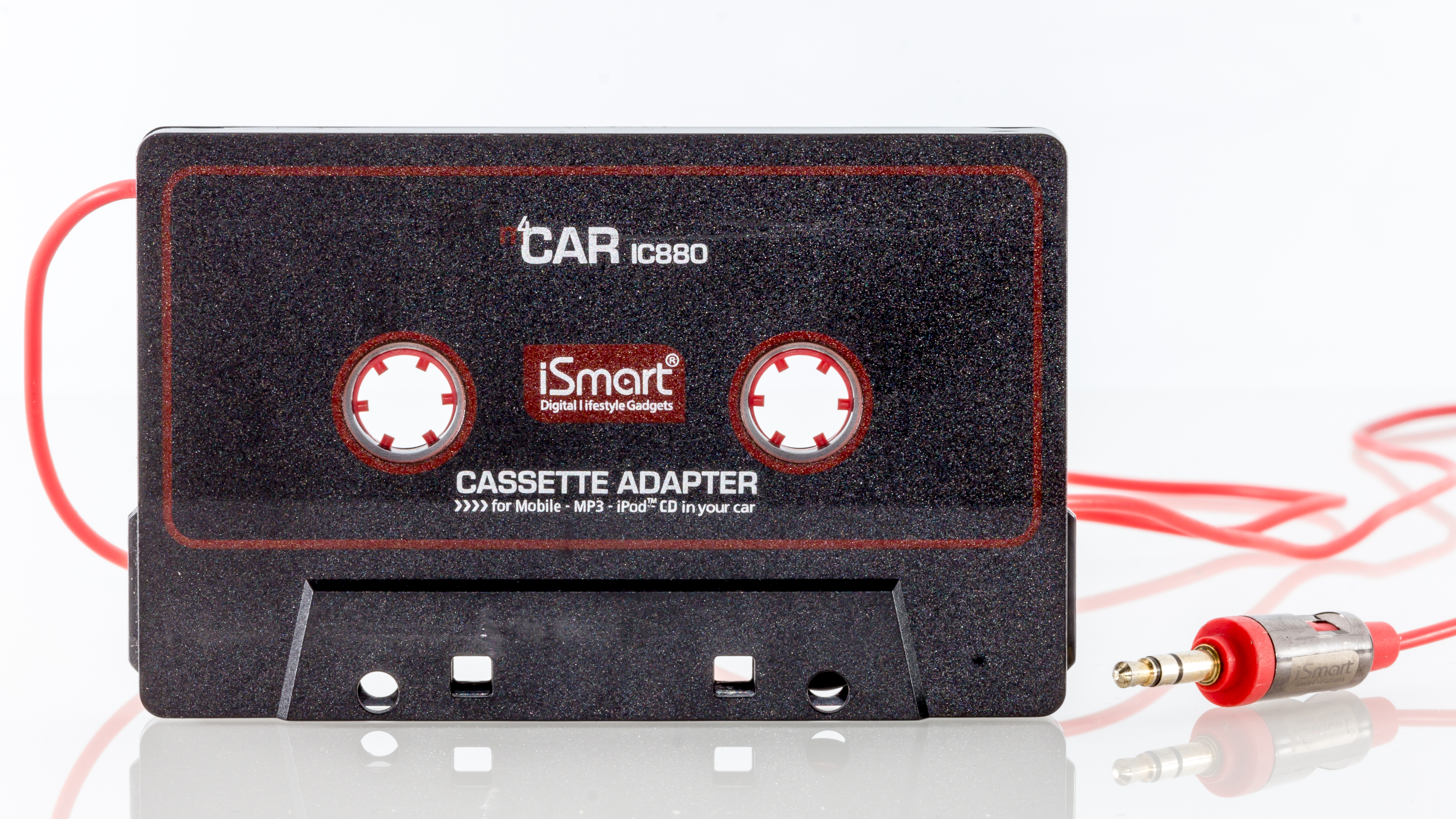
Adapter-Kassette

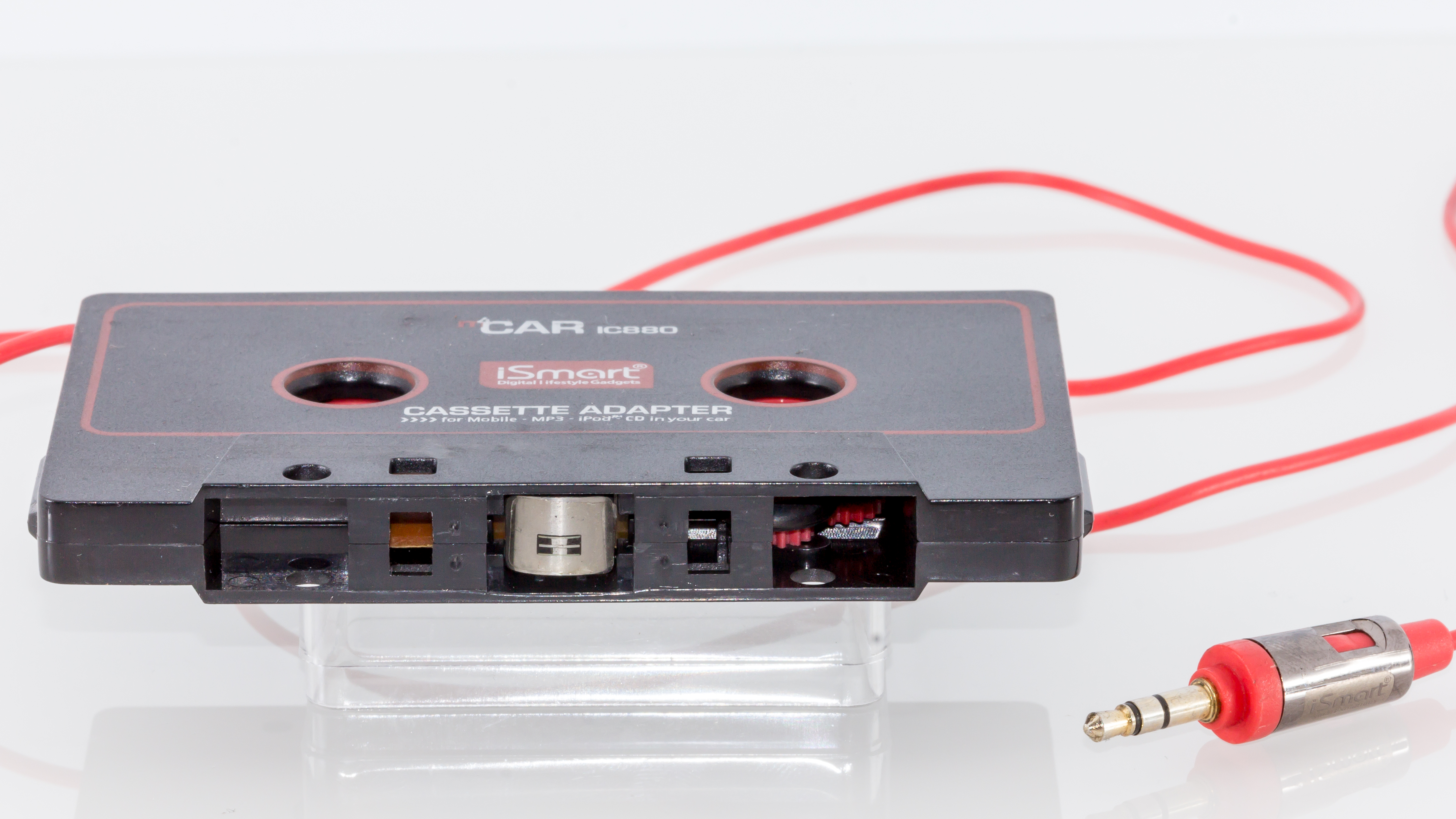
Mit magnetischer Kopplung über einen in der Adapter-Cassette eingebauten Tonkopf wird das gedämpfte Signal der Tonquelle übertragen.

Eine Adapter-Kassette bietet die Möglichkeit, vorhandene Kassettenlaufwerke dazu zu verwenden, um beliebige Audiogeräte anzuschließen. So kann man z. B. ein Smartphone oder einen tragbaren MP3-Spieler an das Radio- und Lautsprechersystem eines Autos oder an einen alten Kassettenrecorder anschließen. Die Adapter-Kassette enthält kein Magnetband. Sie besteht aus dem Gehäuse einer Kompaktkassette und einem Tonkopf, der dort angebracht ist, wo der Lesekopf eines Kassettenspielers den Ton abnimmt. Dieser Tonkopf wird dabei von einem an den Adapter angeschlossenen Gerät (z. B. MP3-Spieler, Walkman oder Smartphone) moduliert. Die Verbindung wird über ein Kabel hergestellt, das an eine der kürzeren Seiten der Adapter-Kassette angebracht ist. Da die Zahl der mit Kassettenspielern ausgestatteten Autoradios zurückgeht, nimmt die Bedeutung der Adapter ab.
Um die Autostopp-Funktion des abspielenden Gerätes zu umgehen, besitzen aufwändigere Adapter-Kassetten eine Mechanik, um die Drehbewegung des Capstan-Bandantriebes auf die Wickeldorne zu übertragen: Die Bewegung der Wickeldorne wird bei gehobeneren Abspielgeräten als Indikation für ein laufendes Band benutzt. Bandende und entstandener Bandsalat werden damit erkannt und der Kassettenspieler gestoppt. 
Eine alternative Möglichkeit das Signal von Audiogeräten auf das Lautsprechersystem eines Autos zu übertragen bieten FM-Transmitter.  